# Đơn đặt hàng (PO)

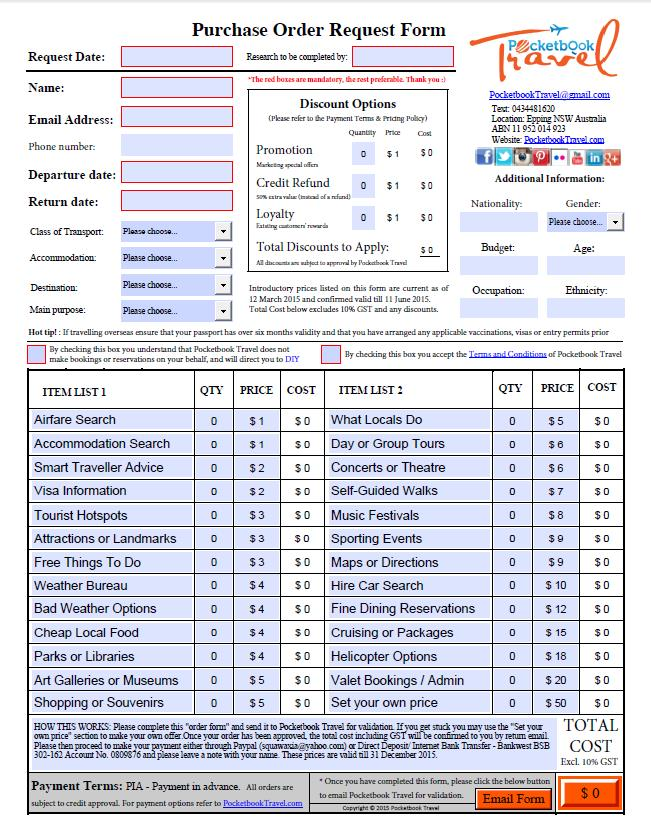
Một ví dụ về yêu cầu đặt hàng từ một đại lý du lịch.

Đơn đặt hàng (PO) là một tài liệu thương mại và ưu đãi chính thức đầu tiên do người mua cấp cho người bán cho biết loại, số lượng và giá thỏa thuận cho sản phẩm hoặc dịch vụ.  Nó được sử dụng để kiểm soát việc mua sản phẩm và dịch vụ từ các nhà cung cấp bên ngoài.  Đơn đặt hàng có thể là một phần thiết yếu của đơn đặt hàng hệ thống hoạch định nguồn lực doanh nghiệp.
Vấn đề của một đơn đặt hàng không tự nó tạo thành một hợp đồng.  Nếu không có hợp đồng trước tồn tại, thì đó là sự chấp nhận đơn đặt hàng của người bán tạo thành hợp đồng giữa người mua và người bán.

## Tổng quan
Các công ty sử dụng đơn đặt hàng vì một số lý do.  Đơn đặt hàng cho phép người mua truyền đạt rõ ràng và rõ ràng ý định của họ với người bán.  Họ cũng có thể giúp một đại lý mua hàng để quản lý các đơn đặt hàng đến và các đơn đặt hàng đang chờ xử lý.  Người bán cũng được bảo vệ bởi PO trong trường hợp người mua từ chối trả tiền cho hàng hóa hoặc dịch vụ.
Đơn đặt hàng cung cấp lợi ích trong đó họ hợp lý hóa quy trình mua hàng theo một quy trình chuẩn.  Người cho vay thương mại hoặc tổ chức tài chính có thể cung cấp hỗ trợ tài chính trên cơ sở đơn đặt hàng.  Có nhiều cơ sở tài chính thương mại khác nhau mà hầu hết mọi tổ chức tài chính đều cho phép người kinh doanh sử dụng chống lại các đơn đặt hàng như:
1. Trước khi giao hàng tín dụng cơ sở
2. Cơ sở tín dụng bưu chính
3. Cơ sở tài chính thương mại
4. Cơ sở tín dụng mua hóa đơn nước ngoài
5. Hóa đơn tín dụng hưu trí
6. Xác nhận đơn hàng
7. Theo sát

Mục đích của đơn đặt hàng là mua vật liệu để tiêu thụ trực tiếp hoặc để dự trữ, mua dịch vụ, đáp ứng yêu cầu của khách hàng bằng cách sử dụng các nguồn lực bên ngoài hoặc mua một vật liệu cần thiết trong các nhà máy từ nguồn nội bộ (Chuyển nhượng cổ phần trong nhà máy đường dài).  Họ cũng có thể thực hiện các giao dịch mua sắm chỉ một lần và tối ưu hóa việc mua bằng cách tận dụng tối đa các điều kiện đã đàm phán hoặc để sử dụng tối ưu năng lực vận chuyển hiện có.
Tạo một đơn đặt hàng thường là bước đầu tiên của quy trình mua hàng để thanh toán trong hệ thống ERP.  Đơn đặt hàng có thể yêu cầu mã SKU.  Trong hệ thống ERP, đơn đặt hàng có thể được tạo thủ công và có thể yêu cầu xác nhận hoặc thay đổi thông qua chỉnh sửa.  Trong hệ thống ERP (chẳng hạn như trong SAP), việc tạo thủ công đơn đặt hàng trong hệ thống có thể trông giống như "Hậu cần -> Quản lý vật liệu -> Mua hàng -> Đơn đặt hàng -> Tạo" và cung cấp Mã giao dịch.  Loại tài liệu này sẽ được chọn từ màn hình.  Một tra cứu mã nhà cung cấp có thể cần phải được chọn cho các bước đặt hàng mua, cũng như những thứ như nhóm tổ chức và mã công ty.

## Hợp pháp
Mặc dù một đơn đặt hàng thông thường có thể không chứa ngôn ngữ hợp đồng (thực tế hầu hết chỉ chứa ít hơn một danh sách hàng hóa hoặc dịch vụ mà người mua muốn mua, cùng với giá cả, điều khoản thanh toán và hướng dẫn vận chuyển), đơn đặt hàng được xem xét đặc biệt công cụ được quy định bởi Bộ luật thương mại thống nhất hoặc luật tương tự khác thiết lập một đơn đặt hàng dưới dạng hợp đồng theo bản chất của nó.  Mặc dù bản chất của đơn đặt hàng là một hợp đồng, thông thường đi kèm với việc chấp nhận đơn đặt hàng với một tài liệu pháp lý như các điều khoản và điều kiện bán hàng, trong đó thiết lập các điều kiện pháp lý cụ thể hoặc bổ sung của hợp đồng.
Quy định mua lại liên bang Hoa Kỳ quy định rằng các đơn đặt hàng thường phải được ban hành trên cơ sở giá cố định, nhưng việc cung cấp cũng được thực hiện đối với các đơn đặt hàng không được đánh giá sẽ được ban hành trong đó "không thực tế để có được giá trước khi phát hành đơn đặt hàng".

## Các định dạng

### Đơn đặt hàng điện tử
Nhiều đơn đặt hàng không còn dựa trên giấy mà thay vào đó được truyền điện tử qua Internet.  Thông thường các đơn đặt hàng mua điện tử được sử dụng để mua hàng hóa hoặc dịch vụ thuộc bất kỳ loại trực tuyến nào.
Có rất nhiều tên / điều khoản cho Đơn đặt hàng điện tử.  Đôi khi nó được gọi là: Mua sắm điện tử, Mua hàng điện tử, Yêu cầu mua hàng điện tử.  Các điều khoản này thường được đề cập đến Đơn đặt hàng điện tử.

### Đơn đặt hàng phi điện tử
Hồ sơ về đơn đặt hàng trong hầu hết các công ty kinh doanh vẫn còn trên giấy và do đó cần có định dạng đơn đặt hàng thích hợp.  Nhiều người dùng muốn có định dạng chuyên nghiệp cho các đơn đặt hàng mua vì nhiều lý do.  Một công ty có thể muốn có một sự hiểu biết mạnh mẽ về các giao dịch mua hàng hoặc để biết các yêu cầu cơ bản của đơn đặt hàng.  Nó cũng có thể làm cho nó trở thành một phần của tài liệu kinh doanh, giúp cho quy trình dễ dàng hơn trong khi ghi lại tất cả các giao dịch và để có ấn tượng tốt với khách hàng hoặc khách hàng.